# Cholesterin-Monooxygenase
Die Cholesterin-Monooxygenase (P450scc) (auch: 20,22-Desmolase, Cholesterindesmolase) ist das Enzym, das die Umwandlung von Cholesterin zu Pregnenolon katalysiert. Dieser Reaktionsschritt ist unentbehrlich in der Biosynthese von Steroidhormonen in Wirbeltieren. Im Menschen ist das Enzym an der Innenwand von Mitochondrien in den Gonaden, den Nebennieren und im Gehirn lokalisiert. Mutationen im CYP11A1-Gen können zu P450cc-Mangel und dieser zu adrenaler Insuffizienz führen.
Varianten des Enzyms sind möglicherweise mit erhöhtem Risiko für und rezidivem Verlauf von Prostatakrebs assoziiert. Eine frühere Assoziation von Varianten des CYP11A1-Promoters mit dem Auftreten des polyzystischen Ovarialsyndrom konnte nicht bestätigt werden.

## Katalysierte Reaktion
Cholesterin wird zu Pregnenolon umgewandelt. Als Substrat wird außerdem Vitamin D3 akzeptiert, als Produkt entsteht 20(OH)-D3, welches Keratinozyten zur Teilung veranlasst.